# Psilochorus sectus
Psilochorus sectus is een spinnensoort uit de familie trilspinnen (Pholcidae). De soort komt voor in Brazilië. 